# Louise Epstein

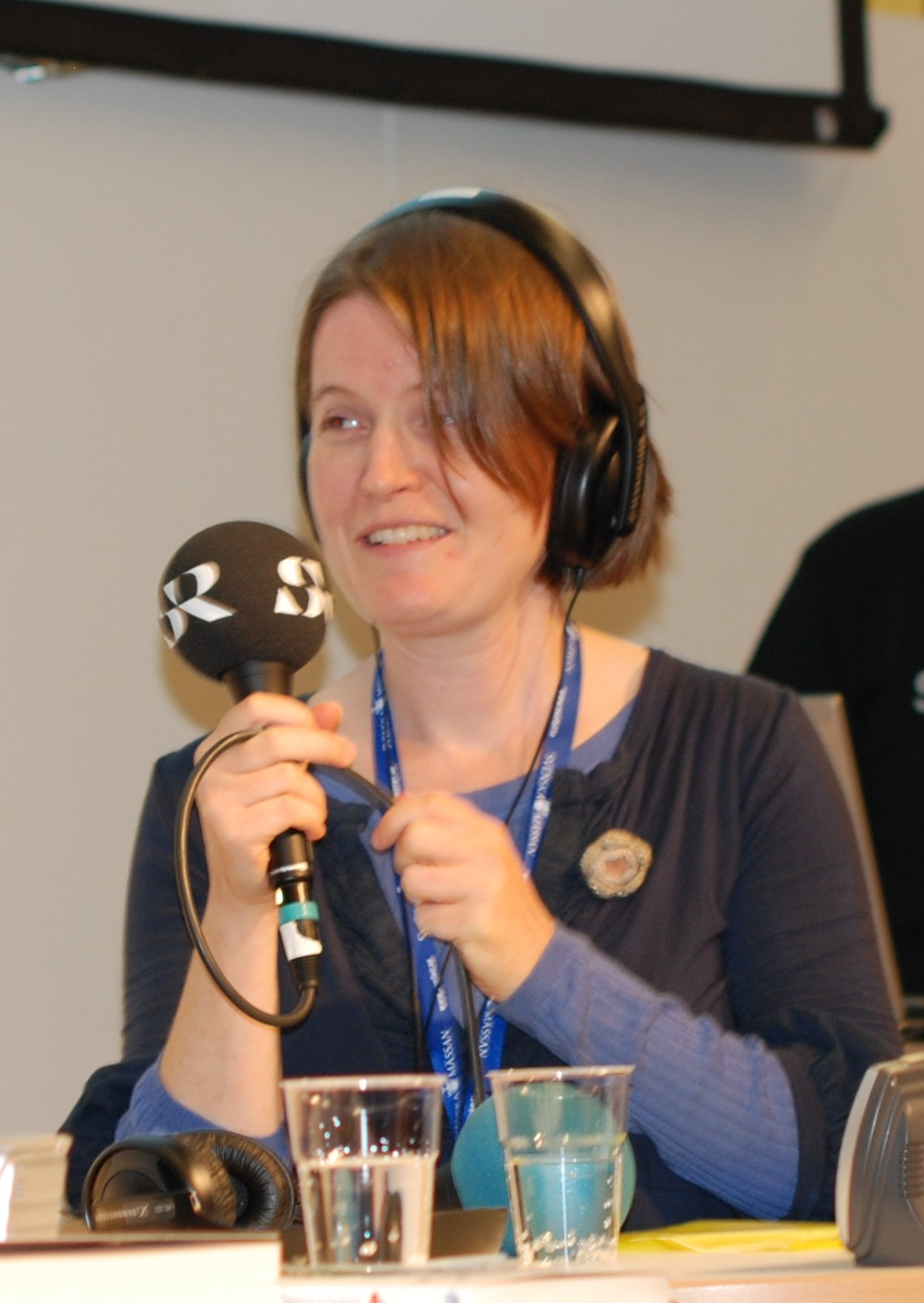
Louise Epstein 2010.

Dina Louise Epstein ([ˈɛpʃtæjn]), född 16 juli 1965 i Malmö, är en svensk journalist och författare. Hon är bland annat känd som en av programledarna för Nordegren & Epstein i P1 under åren 2011–2023.

## Biografi
Epsteins far, Leopold, var 29 år när han 1943 flydde från Danmark på grund av hotet från nazisterna. Hennes mor Barbro Molin kom från Falköping i Västergötland. Louise Epstein växte upp på Limhamn, Malmö, där hon tillbringade mycket tid vid havet och på biblioteket.
Epstein har studerat litteraturvetenskap och idéhistoria vid Lunds universitet samt radioproduktion vid Dramatiska institutet. Dessutom har hon arbetat som lärarvikarie, vårdbiträde, på kyrkogård och som författare.
Mellan 1992 och 2003 publicerade hon två romaner, En trollkarl vittnar inte och Sju dagar i augusti samt två pjäser som framfördes av Radioteatern, Granarna i Peking och Kashmir.

### Tiden på Sveriges Radio
Under drygt två och ett halvt år, med början 2000, gjorde Epstein programmet Udda fredag för Sveriges Radio, tillsammans med Anna Tullberg, som också gått radioproducentutbildningen på Dramatiska institutet. Epstein arbetar sedan dess kvar på Sveriges Radio, mestadels med program om litteratur, såsom Kulturfredag, Biblioteket, Nya vågen och Epstein i P1 (från 2011). Men hon har bland annat också rapporterat från Almedalen och intervjuat Horace Engdahl för P1 efter krisen i Svenska Akademien i vad som har kallats en "klassisk" intervju, och betraktas som en av P1:s "stora radioprofiler".
Louise Epstein och Thomas Nordegren alternerade som programledare respektive bisittare i programmet Nordegren & Epstein i P1 mellan 2011 och den 25 januari 2023 då det sista programmet sändes . Hennes roll i programmet har bland annat beskrivits som "den lite mer reflekterande, feministiska och mjuka halvan". I programmet har hon exempelvis intervjuat gruppen Belle & Sebastian som är hennes drömgäster, men också hållit träningsskola.
Under 2014, 2015 och 2020 deltog hon, i par med Nordegren, i underhållningsprogrammet På spåret i SVT. Hösten 2020 ersatte de med kort varsel Frida Boisen och Hamid Zafar vars program aldrig sändes. År 2015 gick laget till semifinal och 2020 till final. Hon har även deltagit i andra sammanhang med Nordegren.
Sedan april 2023 är hon programledare för "I hjärnan på Louise Epstein", en podcast på P1.

### Familj
Epstein är gift och har tre barn. Hon är inte släkt med fotografen Lars Epstein.

## Utmärkelser
- Sveriges Författarförbunds Radiopris 2003, "för sina texter i radio, som har litterär täthet och personlig vinkel, för sina radiokonstnärliga program om litteratur och för sitt egensinniga programledarskap i bland annat Udda fredag"[36][37]